# 王宏志 (翻譯學者)
王宏志（Lawrence Wong），香港知名翻譯學者、文化研究學者。早年於香港大學修讀翻譯和比較文學，並且於同校取得現代中國文學哲學碩士，後來前赴倫敦大學亞非學院取得博士學位。曾經任教於香港大學、南洋理工大學、香港中文大學人文学科讲座教授、翻譯系系主任。現任香港中文大學翻譯系榮休講座教授兼研究教授、翻譯研究中心主任。

## 知名作品
- 《龍與獅的對話──翻譯與馬戛爾尼訪華使團》（香港：香港中文大學出版社，2022年 ISBN 978-988-237-249-8）。
- （合編）《雙龍吐豔：滬港之文化交流與連繫》（香港：滬港發展聯合研究所及香港中文大學香港亞太研究所，2005年）。
- （合譯）《中國現代作家的浪漫一代》（李歐梵原著，哈佛大學出版社，1973年）（北京：新星出版社，2005年）。
- 《歷史的沉重：從香港看中國大陸香港史論述》（香港：香港牛津大學出版社，2000 年）（2001 年再版）。
- （編）《翻譯與創作──中國近代翻譯小說論》（北京：北京大學出版社，2000年）。
- 《重釋"信達雅"：二十世紀中國翻譯研究》（上海：東方出版中心，1999 年）
- 《歷史的偶然：從香港看中國現代文學史》（香港：牛津大學出版社。1997年）
- （合著）《否想香港：歷史‧文化‧未來》（臺北：麥田出版社，1997 年）
- （合編）《書寫文學的過去：文學史的思考》（臺北：麥田出版社，1997 年）
- 《文學與政治之間：魯迅‧新月‧文學史》（臺北：東大圖書公司，1994 年）
- Politics and Literature in Shanghai: The Chinese League of Left-wing Writers, 1930-1936 (Book Series: Studies on East Asia, East Asia Centre, University of Newcastle upon Tyne) (Manchester & New York: Manchester University Press,1991)
- 《思想激流下的中國命運：魯迅與"左聯"》（臺北：風雲時代出版，1991 年）
- （合編）《詩人朱湘懷念集》（臺北：志文出版社，1990 年）